# Клавије (кратер)
Клавије (познат и као Клавијус) је један од највећих кратера на Месецу и трећи кратер по величини узимајући у обзир оне смештене на видљивој „ближој” страни. Налази се у брдовитом јужном висијском делу Месеца, јужно од истакнутог Тиховог кратера. Име је добио име по језуитском свештенику Кристоферу Клавијеу, немачком математичару и астроному из 16. века. Пречник кратера износи 225 километара, а дубок је 3,5 километара.

## Опис
Због локације кратера према јужном ободу, кратер се чини дугуљастим (због ракурса). Због своје огромне величине, Клавије је видљив и голим оком. Изгледа као истакнути усек око 1—2 дана након што Месец достигне прву четвртину. Кратер је једна од најстаријих формација на површини Месеца и вероватно је формиран током периода нектаријума пре око 4 милијарде година. Упркос својој старости, међутим, кратер је релативно добро очуван. Има поприлично низак спољни зид у односу на своју величину, а целом површином је „украшен” и „избушен” мањим кратерима. Обод се значајно не изражава у околном терену, што и чини ову „депресију” депресијом. Унутрашња површина обода је брдовита, пуна жлебова и разних усека, а и варира у ширини, са најстрмијом низбрдицом на свом јужном крају. Генерално, примећено је да обод има отприлике полигоналну контуру (обрис).

### Под кратера
Под формира конвексну равницу, која је обележена великим бројем занимљивих ударних кратера. Најзначајнији од њих је закривљени ланац кратера који почиње са Радерфордовим кратером на југу, а затим се лучно завија по поду кратера у супротном смеру, формирајући низ кратера све мањих и мањих пречника.
Почевши од највећег ка најмањем, ови кратери названи су по словима: Клавије Д, Клавије Ц, Клавије Н, Клавије Ј и Клавије ЈА. Ова секвенца опадајућих кратера показала се као користан алат за астрономе аматере који желе да тестирају резолуцију својих малих телескопа.
Кратерски под задржава умањени остатак централног масива, који лежи између Клавија Ц и Клавија Н. Релативна глаткоћа пода и мала висина централних врхова може да значи да је површина кратера формирана неко време после првобитног удара.

## Оближњи кратери
Значајни кратери смештени у близини Клавија укључују Шајнеров кратер на западу, Бланканијев кратер на југозападу, Магинијев кратер на североистоку те Лонгомонтанијев кратер на северозападу. Кратер Радерфорд лежи у потпуности у југоисточном ободу, док Портер прекрива североисточни зид. Мањи кратер Клавије Л пружа се преко западног обода, док Клавије К пробија западно-југозападни обод.

## Занимљивости
Овај кратер често је место постављања база на Месецу у књигама научне фантастике. Артур Кларк је своју базу из романа Одисеја у свемиру 2001. сместио баш у овом кратеру.